# Jan Bertus Heukelom
Jan Bertus Heukelom (Amsterdam, 16 februari 1875 — Voorburg, 9 juli 1965) was een Nederlands grafisch vormgever.
Heukelom ontving zijn opleiding bij de Rijksschool voor Kunstnijverheid en tussen 1893-1895 bij de Rijksacademie van Beeldende Kunsten in Amsterdam. 
Heukelom was een bekende kunstschilder, aquarellist, lithograaf, tekenaar, houtsnijder en ontwerper van een grote reeks van boekbanden. Hij was ook pastellist, graficus, ontwerper en illustrator en hij ontwierp boekdecoraties, textieldessin en behang. Aan Het Instituut voor Kunstnijverheidsonderwijs in Amsterdam was hij grafiekdocent en hij was leraar aan de Kunstnijverheidsschool Quellinus Amsterdam. Als illustrator en boekbandontwerper werkte Heukelom voor verschillende uitgevers, waaronder Querido, Brusse, De Arbeiderspers en Ploegsma. Ruim 250 boekbanden van zijn hand zijn bekend. In Elsevier's geïllustreerd maandschrift jaargang 1905 staat een artikel Een wandeling door Den Briel met zes pentekeningen van Heukelom.
Als docent aan de Kunstnijverheidsschool Quellinus in Amsterdam was hij leraar van Piet Hein van Asperen, Estella den Boer, Fré Cohen, Chris van Geel, Albert Klijn en Joop Löbler.

## Boekbanden
Bekende boekbanden van zijn hand:
1909: Toortsen - door René de Clercq.
1909: De avonturen van een stadhuisklerk - door Johan Been
1916: Zingende stemmen - door Adama van Scheltema.
1922: De wereld van den dans - door J. Werumeus Buning. Querido, Amsterdam (gebonden door Elias P. Bommel)
1927: Bloei - verzen van Marie W. Vos